# جیانفرانکو برانکاتلی
جیانفرانکو برانکاتلی (ایتالیایی: Gianfranco Brancatelli؛ زادهٔ ۱۸ ژانویهٔ ۱۹۵۰ در تورین) رانندهٔ سابق مسابقات اتومبیل‌رانی فرمول یک اهل ایتالیا است که در فصل ۱۹۷۹ در مجموع در سه گراند پری شرکت کرد، اما موفق به کسب هیچ امتیازی نشد.